# Bielawy (województwo lubuskie)
Bielawy (niem. Lindenkranz) – wieś w Polsce, położona w województwie lubuskim, w powiecie nowosolskim, w gminie Siedlisko.
Przez wieś przebiega droga wojewódzka nr 321.
| SIMC    | Nazwa      | Rodzaj     |
| ------- | ---------- | ---------- |
| 0913404 | Kierzno    | przysiółek |
| 1038269 | Strzeszków | przysiółek |

## Historia
Pierwsze informacje o wsi pochodzą z roku 1541 i znajdują się w akcie kupna tych ziem przez von Glaubitza z Czernej od rodu von Rechenbergów. W 1561 roku majątek zostaje zakupiony przez von Schönacha i pozostaje w rękach tej rodziny przez prawie 4 wieki do roku 1945. W 1580 roku z fundacji von Schönacha powstaje pierwszy kościół, który ulega spaleniu podczas wojny trzydziestoletniej. Nowy kościół szachulcowy wzniesiono we wsi dopiero w 1767 roku. Pożar w 1996 roku niszczy kościół, resztki zostają rozebrane. Nowy kościół zostaje wzniesiony w latach 1998–1999.
W latach 1954–1957 wieś należała i była siedzibą władz gromady Bielawy, po jej zniesieniu w gromadzie Siedlisko. W latach 1975–1998 wieś administracyjnie należała do województwa zielonogórskiego.
Miejscowość nosiła nazwy: Bilawa (1541), Bielawe (do 1936), Lindenkranz (1936–1945), Bielawy (od 1945).

## Demografia
Liczba mieszkańców miejscowości w poszczególnych latach:
| Rok  | Liczba mieszkańców |
| ---- | ------------------ |
| 1988 | 880                |
| 2002 | 876                |
| 2009 | 1073               |
| 2011 | 1031               |
| 2021 | 866                |